# St Andrew's (stadion)
St Andrew's är en fotbollsarena i Bordesley Green i Birmingham i England. Den är hemmaarena för Birmingham City, byggdes 1906 och har en kapacitet på strax över 30 000.